# Gadomus dispar
Gadomus dispar es una especie de pez de la familia Macrouridae en el orden de los Gadiformes.

## Hábitat
Es un pez de aguas profundas que vive entre 550-1.105m de profundidad.

## Distribución geográfica
Se encuentra en el Marruecos, el Caribe y Nicaragua.